# Земляна совка північна
Земляна совка північна (Xestia borealis) — вид метеликів родини совок (Noctuidae).

## Поширення
Вид поширений у хвойних лісах Швеції, Фінляндії та Росії на схід до Центрального Сибіру.

## Спосіб життя
Імаго літають з кінця червня до кінця липня. Активні приблизно з дев'ятої вечора до другої години ночі. У теплу погоду політ відбувається поблизу лісової підстилки, в прохолодну погоду в кронах дерев. Личинка двічі зимує.